# Sangue e Ferro (discurso)

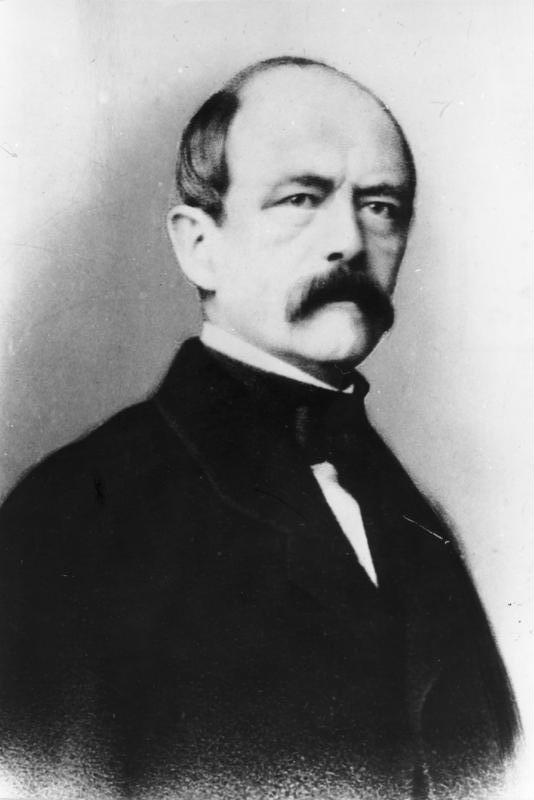
Imagem de Otto von Bismarck

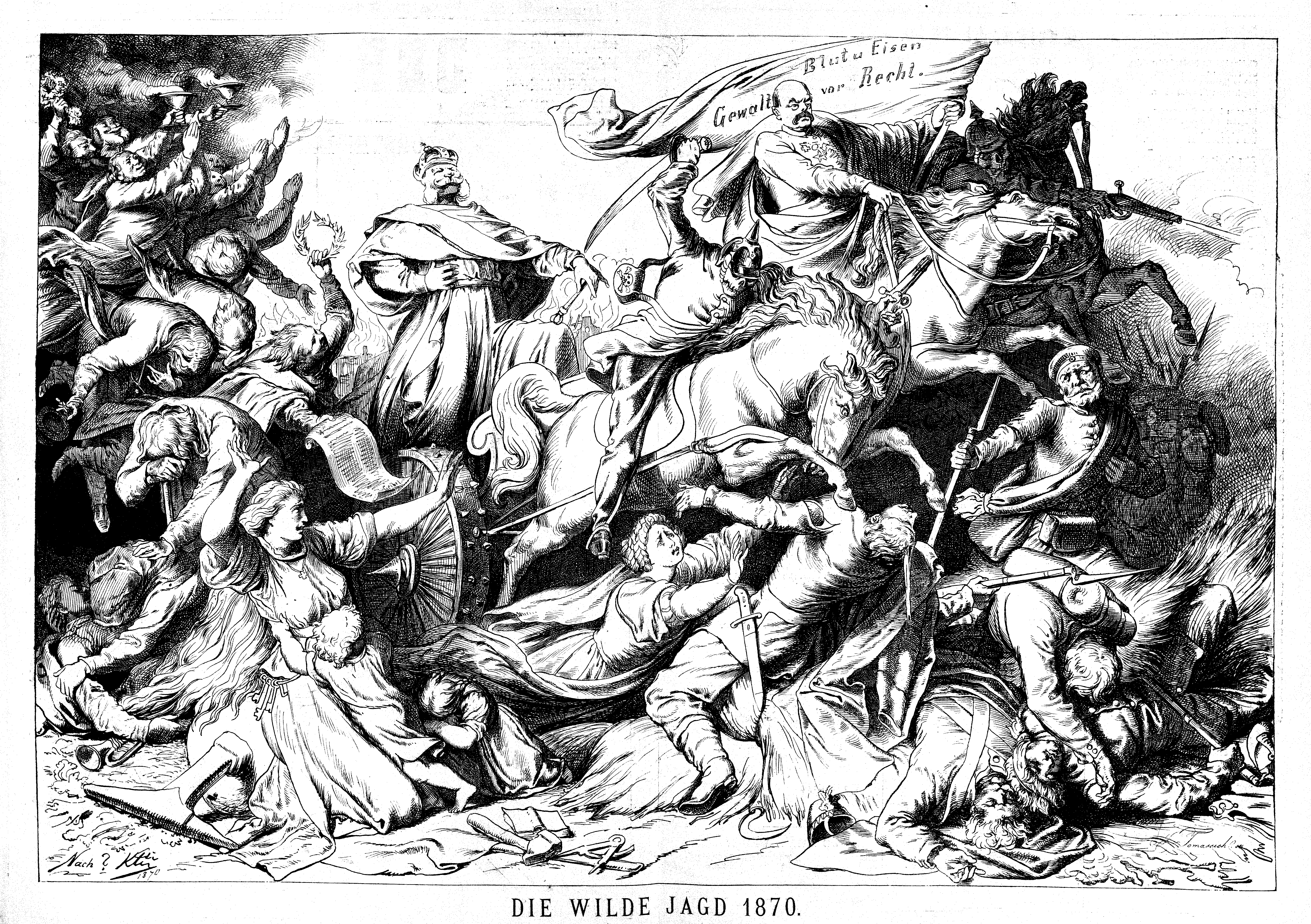
A Caçada Selvagem de 1870 : Num campo de batalha da Guerra Franco-Prussiana, o primeiro-ministro prussiano Bismarck segura uma bandeira com a inscrição "Sangue e Ferro/Violência antes da Lei". É acompanhado à esquerda e à direita por esqueletos que simbolizam a morte. Eles são seguidos numa carruagem triunfal pelo rei prussiano Guilherme I. O monarca apresenta-se como um líder triunfante e vitorioso para uma multidão ao lado, alguns dos quais estão desesperados e outros entusiasmados. O "Sangue e Ferro" que aparece na bandeira – palavras proferidas por Bismarck num discurso em 30 de setembro de 1862 – está ligado a outro discurso do primeiro-ministro. Bismarck proferiu o discurso em 27 de janeiro de 1863, e as palavras "A força vem antes da Lei" são-lhe atribuídas. Na bandeira, a frase é alterada para "Violência antes da Lei". No entanto, Bismarck negou a autoria da frase "Macht geht vor Recht". Caricatura de Karel Klíč do jornal satírico austríaco Der Floh de 25 de dezembro de 1870

Sangue e Ferro (em alemão: Blut und Eisen) é o título do discurso de 1862 sobre a unificação dos territórios alemães, a qual foi articulada pelo político prussiano Otto von Bismarck, conhecido como "chanceler de ferro" e primeiro-ministro da Prússia. Ao longo da história, a frase se tornou uma das citações mais conhecidas.
Em setembro de 1862, quando a assembleia prussiana Landtag se recusava a aprovar um aumento nos gastos militares desejado pelo Kaiser Guilherme I, o rei nomeou Bismarck como Primeiro-ministro e Ministro do Exterior. Poucos dias depois, Bismarck compareceu perante a Comissão de Orçamento do Landtag e salientou a necessidade de preparação militar. Ele concluiu seu discurso com a seguinte declaração:
| “ | A posição da Prússia na Alemanha não será determinada por seu liberalismo, mas por seu poder… A Prússia deve concentrar sua força e mantê-la para o momento favorável, que já veio e se foi várias vezes. Desde os tratados de Viena, nossas fronteiras foram mal concebidas para um corpo político saudável. Não devem ser melhoradas através de discursos e decisões que a maioria vem a decidir durante o dia — que foi o grande erro de 1848 e 1849 — mas com ferro e sangue (Eisen und Blut). — Otto von Bismarck (1862) | ” |

Apesar de Bismarck ser um diplomata excepcional, a frase "sangue e ferro" tornou-se a descrição popular de sua política externa, em parte, pois ele não achava que guerras eram eficazes para auxiliar na Unificação Alemã e na sua expansão como potência continental.